# Hambrücken
Hambrücken je njemačka općina u pokrajini Baden-Württemberg, u okrugu Karlsruhe. Općina leži 23 km sjeveroistočno od Karlsruhea, a od francuske je granice udaljena 33 km.

## Stanovništvo
Hambrücken ima 5441 stanovnika.
| Hambrücken: kretanje broja stanovnika između 1850. i 2007. |       |       |       |
| 1850.                                                      | 1939. | 2000. | 2007. |
| 1165                                                       | 2500  | 5084  | 5441  |
|                                                            |       |       |       |

## Gradovi partneri
- La Bouexière, Francuska

## Vanjske poveznice
- Službena stranica (njem.)